# Hayley Raso
Hayley Emma Raso (Brisbane, 5 settembre 1994) è una calciatrice australiana, centrocampista del Tottenham e della nazionale australiana.

## Palmarès

### Club
- Campionato australiano: 1 
  - Championship: Canberra United: 2011-2012
  - Premiership:: Canberra United: 2011-2012, 2016-2017
  - Premiership: Brisbane Roar: 2017-2018
- National Women's Soccer League: 1

Portland Thorns: Championship: 2017
Portland Thorns: Shield: 2016
- FA Women's League Cup: 1

Manchester City: 2021-2022

### Nazionale
- Tournament of Nations: 1

2017
- Cup of Nations: 2

2019, 2023